# Mpama
Die Mpama sind eine Ethnie die heute im Osten der Republik Kongo und Westen Demokratischen Republik Kongo beheimatet ist. Sie leben dort hauptsächlich entlang des Kongo. Wegen ihrer Ähnlichkeit zu den Lia, Ntomba und Sengele werden sie ebenfalls als Teil der Mongo-Volksgruppe angesehen. Sie sind Flussanwohner und lebten traditionell von Fischfang, Landwirtschaft und Handel auf dem Kongo.